# Бахтин, Михаил Михайлович
Михаи́л Миха́йлович Бахти́н (5 [17] ноября 1895[…], Орёл — 7 марта 1975[…], Москва) — русский философ, культуролог, литературовед, филолог, теоретик европейской культуры и искусства, исследователь языка, эпических форм повествования и жанра европейского романа.
Создатель новой теории европейского романа, в том числе концепции полифонизма (многоголосия) в литературном произведении. Исследуя художественные принципы романа Франсуа Рабле, Бахтин развил теорию универсальной народной смеховой культуры. Ему принадлежат такие литературоведческие понятия, как полифонизм, смеховая культура, хронотоп, карнавализация, мениппея, духовный верх и телесный низ.
Бахтин — автор нескольких лингвистических работ, посвящённых общетеоретическим вопросам, стилистике и теории речевых жанров. Интеллектуальный лидер научно-философского круга, который известен как «Круг Бахтина».
Его старший брат Николай Михайлович Бахтин — философ, историк античности.

## Биография
Родился 4 (16) ноября 1895 года в Орле в многодетной семье, которая впоследствии переехала в Вильну, а затем в Одессу. Отец был банковским служащим.
По его словам, учился в Петроградском и Новороссийском университетах (документальных подтверждений нет).
С 1918 года проживал в Невеле, где преподавал в единой трудовой школе. Там же у Бахтина сложился тесный круг единомышленников-интеллектуалов: М. И. Каган, Л. В. Пумпянский, В. Н. Волошинов, М. В. Юдина, Б. М. Зубакин. Первая опубликованная статья — «Искусство и ответственность» (1919).

С 1920 года жил в Витебске, где преподавал в пединституте и консерватории, выступал с публичными лекциями о философии, эстетике, литературе. В круг его знакомых входили П. Н. Медведев, В. Н. Волошинов и И. И. Соллертинский. В 1920—1924 годах работал над незаконченными философскими трактатами и ранней редакцией книги о Достоевском.
В 1921 году женился на Елене Александровне Околович (1901—1971).
В 1924 году вернулся в Ленинград по приглашению ранее переехавшего туда Медведева. В круге Бахтина (который теперь, вместе с перебравшимися из Витебска и Невеля М. В. Юдиной, П. Н. Медведевым, В. Н. Волошиновым, Л. В. Пумпянским и И. И. Соллертинским, включал И. И. Канаева, поэта К. К. Вагинова и востоковеда М. И. Тубянского) продолжались домашние диспуты и семинары, посвященные философии религии, этике, литературе. Обсуждался также и Фрейд с его теорией психоанализа. 28 июня в Институте истории искусств был прочитан доклад «Проблема героя и автора в художественном творчестве».
В декабре 1928 года Бахтин вместе с рядом других ленинградских интеллигентов был арестован в связи с деятельностью группы А. А. Мейера («Воскресение»). 5 января 1929 года Бахтин по болезни (множественный остеомиелит) был освобождён из заключения под домашний арест. 22 июля, во время нахождения в больнице, был заочно приговорён к пяти годам Соловецкого лагеря, но, благодаря хлопотам жены и друзей, приговор был заменён на пять лет ссылки в Кустанай. В июне 1929 года была издана первая монография Бахтина — «Проблемы творчества Достоевского».
После окончания ссылки в 1936 году из-за запрета проживать в крупных городах Бахтин устроился на работу в Мордовском государственном педагогическом институте в Саранске, однако в 1937 году был вынужден уехать оттуда и до 1945 года жил на станции Савёлово в Калининской области, где работал учителем в школе № 14. В 1938 году из-за осложнений остеомиелита ему ампутировали ногу.
До войны Бахтин принимал участие в секции теории литературы Института мировой литературы им. А. М. Горького Академии наук СССР (ИМЛИ), где выступил с двумя докладами по теории романа. Первый доклад, «Слово в романе», был сделан 14 октября 1940 года (этот доклад был опубликован в «Вопросах литературы», 1965, № 8); второй доклад, «Роман как литературный жанр», был прочитан 24 марта 1941 года (опубликован в «Вопросах литературы», 1970, № 1).
15 ноября 1946 года Бахтин защитил в Москве в Институте мировой литературы кандидатскую диссертацию на тему «Рабле в истории реализма» и получил степень кандидата наук.  В том же году он вернулся в Саранск, где по 1961 год работал на кафедре всеобщей литературы Мордовского государственного педагогического института (с 1957 года — Мордовского государственного университета).
Практически забытый современниками (между 1930 и 1963 годами, кроме трёх незначительных газетных заметок, не печатался), Бахтин вернулся в научное пространство СССР в 1960-е годы, благодаря помощи единомышленников, признавших его своим учителем: в 1960 году он получил коллективное письмо от литературоведов — учёных Института мировой литературы В. В. Кожинова, С. Г. Бочарова, Г. Д. Гачева, П. В. Палиевского, В. Д. Сквозникова.
В 1969 году, пользуясь покровительством Юрия Андропова, который поручил подыскать приличную квартиру для литературоведа, Бахтин переехал из Саранска в Москву. В 1970 году Бахтина приняли в Союз писателей, а в сентябре 1972 года он получил квартиру в ЖСК «Советский писатель»: Красноармейская улица, д. 21.
В 1960—1970-х годах статьи Бахтина были напечатаны в изданиях ИМЛИ: журнале «Вопросы литературы» и сборнике «Контекст». Ему удалось издать свою книгу о Рабле, переиздать книгу о Достоевском (фактически новую редакцию), подготовить сборник статей о литературе «Вопросы литературы и эстетики. Исследования разных лет» (вышедший вскоре после смерти автора).
Умер 7 марта 1975 года в возрасте 79 лет. Похоронен на 21-м участке Введенского кладбища.

## Наследие
Основные работы Бахтина вскоре были переведены и получили очень широкую известность на Западе. В Англии при Шеффилдском университете существует Бахтинский центр, ведущий научную и учебную работу. Особую популярность творчество Бахтина приобрело во Франции, где его пропагандировали Цветан Тодоров и Юлия Кристева. Большой известностью пользуется Бахтин и в Японии, где вышло его первое собрание сочинений, а также издано большое число монографий и работ о нём.
С 1992 года в Витебске (с 2000 года — в Москве) издаётся «журнал научных разысканий о биографии, теоретическом наследии и эпохе М. М. Бахтина» («ежеквартальный журнал исследователей, последователей и оппонентов М. М. Бахтина», затем — «журнал научных разысканий о биографии, теоретическом наследии и эпохе М. М. Бахтина») — «Диалог. Карнавал. Хронотоп». После перерыва в 2004—2008 годах, начиная с 2009 года журнал издаётся два раза в год. В творчестве М. Бахтина большое место занимают проблемы театра и драматургии, философия сценического искусства в целом. Братья Бахтины в детстве под руководством своей гувернантки разыгрывали сцены из «Илиады», продолжали устраивать они театральные представления и после её ухода. В проблеме «М. Бахтин и театр» выделены следующие аспекты: роль театра в жизни и творчестве Бахтина, в формировании его личности и научных интересов; «театральные» факты биографии учёного в контексте культуры; проблемы драматургии, театральной эстетики и философии театра в работах учёного, их связи с общекультурными процессами эпохи, бахтинская интерпретация идей «театральности», общекультурной универсалии — метафоры «мир — театр», отчётливо актуализировавшейся в XX веке.
Архив Бахтина хранится в Отделе рукописей РГБ, фонд 913.

## Философия

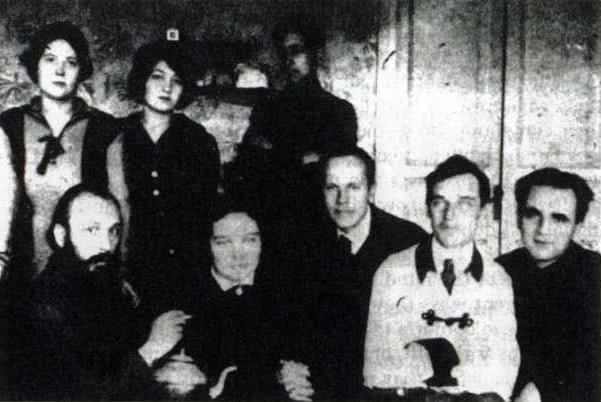
«Кружок Бахтина» (Ленинград, середина 1920-х годов)

Одной из центральных идей Бахтина является идея диалога, раскрытая на примере анализа творчества Достоевского как полифония. Через русскую религиозную философию диалог восходит к идее соборности (симфония, интерсубъективность, плюрализм, многополярность). Бытие («конкретная действительность») интерпретируется как событие, которое немыслимо без поступка и субъекта (человека). В частности он замечал, что «предмет неотделим от своей функции в событии». Вне конкретных событий существуют лишь «пустые возможности» и «неукоренённое бытие». Рационализм он считал предрассудком, а усмотрение сущности возможным только благодаря интуиции («эстетическому видению», «любовному созерцанию»). Иррационалистические моменты в своей философии он обосновывает посредством эстетики.
В рамках работы над «Философией поступка» Бахтин, несомненно, начинал разработку собственной философской системы феноменологического типа — она и подразумевалась, видимо, им под первой философией. Переход к «Автору и герою» был, возможно, для Бахтина и переходом от системы феноменологии к феноменологическому методу — окончательным выбором в пользу метода. (недоступная ссылка)
Особое место в философии Бахтина занимает исследование «смеховой культуры» на примере карнавала, в котором отсутствует серьёзность («официальность») и догматизм и «сама жизнь играет». Сущностью смеха и карнавала он называет демонстрацию самого события, то есть обновления, изменения, перелома, возрождения и кризиса одновременно. Бахтин настаивает на их первичности и критикует попытки редукции этих феноменов к потребностям. Смех, карнавал и праздник представляют собой бытие без отчуждения.

### Эстетика словесного художественного творчества
М. М. Бахтин, «Искусство и ответственность»:
За то, что я пережил и понял в искусстве, я должен отвечать своей жизнью, чтобы все пережитое и понятое не осталось бездейственным в ней.
Художник и человек зачастую механически-«наивно» скреплены воедино в произведении. Между ними нет взаимопроникновения: человек исчезает из жизни, когда он есть в искусстве и наоборот. Внутреннюю связь гарантируют только единство и ответственность, при этом жизнь и ответственность должны понести и вину друг за друга. Неактуальность и отсутствие популярности у произведений связаны с узостью и несерьёзностью жизненных вопросов человека, а в «пошлой прозе жизни» необходимо винить поэзию. Только «сплошная ответственность» обеспечит становление искусства и жизни едиными в человеке, но неслиянными.
Эстетика вписана в единый фарватер философии Бахтина. Речь идёт об ответственном поступании и утверждении «не-алиби в бытии», то есть отказе от поиска оправданий за свершённые поступки, в частности, за написанные художественные произведения. В сфере искусства его интеллектуальный интерес привлекает словесное творчество. В связи с этим мыслитель обозначил круг герменевтических проблем.

#### Проблема текста
Бахтин обратил внимание на то, что гуманитарная мысль всегда направлена на работу с чужими мыслями, имея дело с текстом в различных его ипостасях. В свою очередь, за каждым текстом стоит система языка, состоящая из языков множества социальных групп. Исследователь работает с текстом, намереваясь создать свой текст-оценку. Таким образом, возникает диалог между автором и читателем. Однако сам автор также предполагает наличие нададресата — высшей инстанции ответного понимания. Поэтому Бахтин говорит о третьем лице в диалогической природе текста.
Бахтин исследовал ошибки, допускаемые современными ему общими методологиями литературоведения. Так, формальный метод и материальная эстетика в целом строят систему научных суждений о литературе в отрыве от вопроса о сущности искусства вообще, при этом не замечают диалогическую природу текста. Поэтика таким образом максимально сближается с лингвистикой или вовсе становится её отделом. Разумеется, работа с текстом предполагает лингвистический метод, однако он не должен быть руководящим, но частью комплексного эстетического анализа. Слово должно изучаться в лингвистике с опорой на общую эстетическую теорию, гносеологию и другие философские дисциплины.
Эстетическое должно быть понято в связи с его единством с общечеловеческой культурой. Специальной философской методологии следует указывать на взаимопроникновение сферы искусства и культуры в целом. Эмоционально-волевая напряжённость формы говорит о ценностном значении искусства. Автор не просто обрабатывает материал: его художественно-ценностная активность направлена на преобразование материала с целью передачи определённого содержания. Искусство создаёт новую форму ценностного отношения, которое уже стало действительностью. Содержание художественного произведения — это индивидуация, конкретизация действительности познания и этического поступка, находящих объединение в форме эстетического объекта.
Объектом эстетического анализа должно стать содержание эстетической деятельности (созерцание созерцателя или самого художника). Такое понимание творчества — архитектоника эстетического объекта. Произведение — это действительность в эстетической интуиции. В свою очередь, внешнее материальное произведение есть только технический аппарат для свершения эстетического объекта.

#### Роман
Бахтин считал романное слово наиболее стилистически своеобразным. До XX века исследователи наблюдали за языком романа в духе традиционной стилистики, не замечая его уникальную природу. «Слово в романе»:
Роман как целое — это многостильное, разноречивое, разноголосое явление. Исследователь сталкивается в нём с несколькими разнородными стилистическими единствами, лежащими иногда в разных языковых планах и подчиняющимися разным стилистическим закономерностям.
Бахтин выделил основные типы композиционно-стилистических единств, на которые обычно распадается романное целое:
1) прямое авторское литературно-художественное повествование (во всех его многообразных разновидностях) ;
2) стилизация различных форм устного бытового повествования (сказ);
3) стилизация различных форм полулитературного (письменного) бытового повествования (письма, дневники и т. п:);
4) различные формы литературной, но внехудожественной авторской речи (моральные, философские, научные рассуждения, риторическая декламация, этнографические описания, протокольные осведомления и т. п.);
5) стилистически индивидуализированные речи героев.
Эти разнородные стилистические единства сочетаются в романе в стройную художественную систему и подчиняются высшему стилистическому единству целого, которое нельзя отождествлять ни с одним из подчиненных ему единств.

Язык романа — система языков, поэтому предпосылкой подлинной романной прозы является внутренняя расслоенность языка, социальная разноречивость и индивидуальная разноголосица в нём. В связи с этим ошибочно концентрироваться на языке автора или стиле произведения.
Диалогическая ориентация слова среди чужих слов (всех степеней и качеств чуждости) создает новые и существенные художественные возможности в слове, его особую прозаическую художественность, нашедшую свое наиболее полное и глубокое выражение в романе.
В этом ключе Бахтин сравнил романное и поэтическое слово. По его мнению, мир поэзии всегда освещён единым и бесспорным словом. Все конфликты, сомнения и переживания не переходят в конечный результат творческой деятельности, но остаются на этапе работы с материалом. Язык поэтических жанров, приближаясь к стилистическому пределу, становится авторитарным и консервативным, закрываясь от внелитературных социальных диалектов. Непререкаемым основанием для поэзии является только созданный язык, он же — прямая интенция поэтического творчества.
Роман, напротив, максимально сохраняет разноречие, более того, автор способствует его углублению. В действительности у каждого социального круга (гимназисты, реалисты, семья Иртеньевых), каждой эпохи и каждого возраста свой язык. Если поэзия исключает момент столкновения эпох и социальных групп, то проза диалогически сопоставляет их «в безысходных романных диалогах». Бахтин подчёркивал, что слово языка — «получужое». В романе слово становится «своим», будучи приобщённым к собственной смысловой и экспрессивной устремлённости. Прозаик-романист играет на разноречивости и разноязычии, строя свой стиль, при этом он сохраняет единство своей творческой личности и единство стиля.
Бахтин определил две стилистические линии европейского романа. Первую зачинает софистический роман, его особенности заключаются в одноязычности и одностильности. Разноречие остаётся вне романа, однако становится его «диалогизующим фоном», благодаря которому он ценностно соотнесён с языком и миром романа. В эту линию философ также включил рыцарский прозаический роман, пастушеский и барочный — в качестве завершающего этапа. В свою очередь, романы второй линии вводят социальное разноречия в состав произведения, оркеструя им свой смысл, зачастую отказываясь от прямого авторского слова. Другим отличием является критика литературного слова, в первую очередь, собственно романного. Слово критикуется за посягательство на адекватное отражение действительности и способности конструировать мир.
Кроме того, Бахтин указывал на проблемы, связанные с анализом романного стиля. Роман подвержен трансформации в рамках процессов канонизации и переакцентуации. Так, провинциальный говор или профессиональный жаргон могут быть «канонизированы» литературой. Иногда неясно, считает ли автор определённый язык литературным или помещает в него момент разноречия. Второй проблемой является смена уровня некоторых ролей. К примеру, врач, некогда занимавший вторые роли, может стать первым лицом романа, незаметно для читателя. Такое происходит в результате смены эпох и изменениях в «диалогизующем фоне».
Особое внимание Бахтин уделял творчеству Ф. М. Достоевского, поскольку оно не предъявляет претензии на абсолютные философские решения. В романах писателя напряжённое взаимодействие с чужим словом реализовано двояко. Во-первых, в речах героев заключен глубокий и незавершённый конфликт с чужим словом в жизненном плане («слово другого обо мне»), в жизненно-этическом (суд другого) и в идеологическом (мировоззрение персонажей — назавершимый диалог). Речи героев Достоевского являются ареной безысходной борьбы с чужим словом во всех сферах жизни и идеологического творчества. Во-вторых, романы в целом также являются внутренне незавершимыми диалогами между героями, автором и героями: слово героя остаётся свободным и открытым, равно как и слово автора.

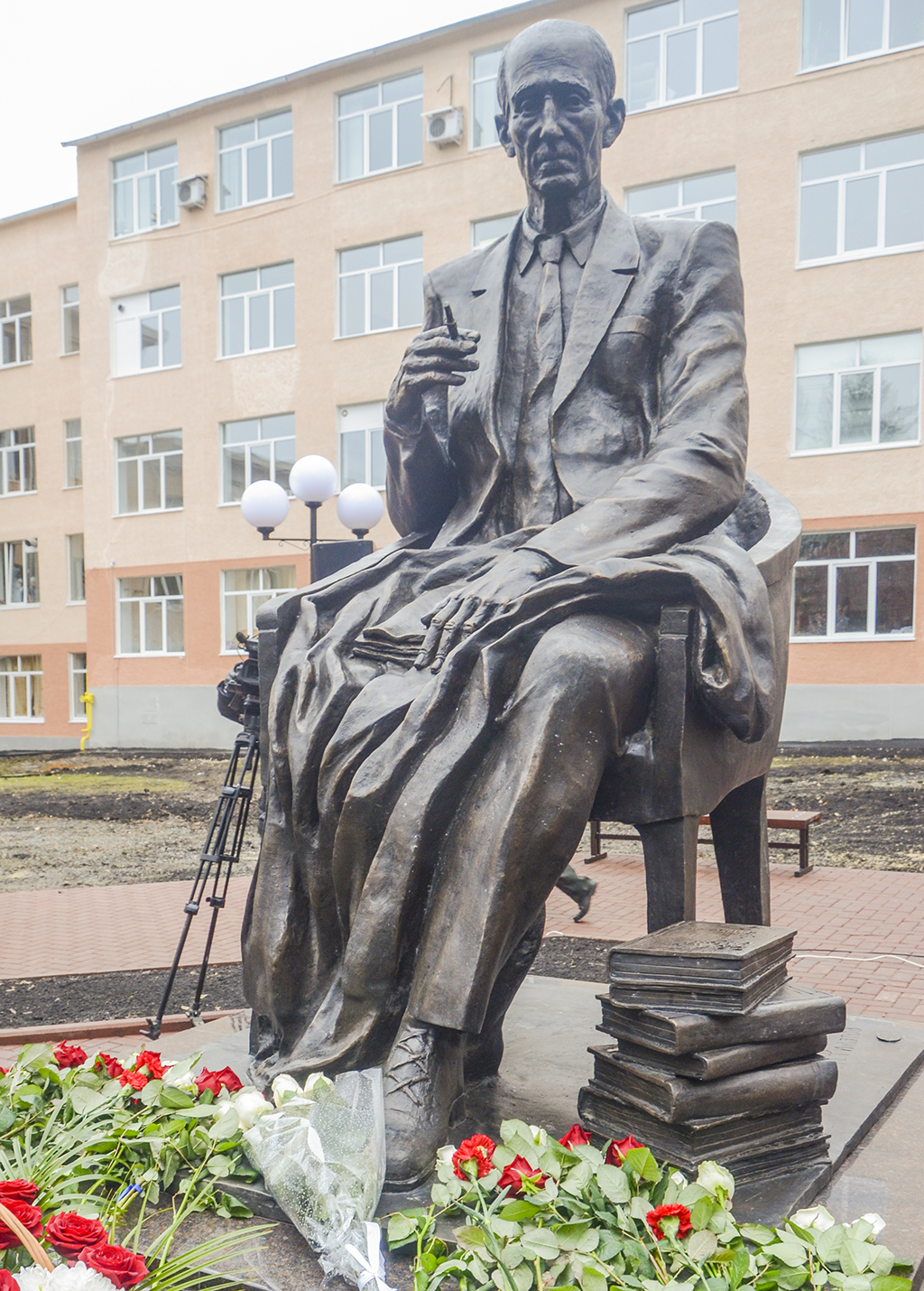
Памятник М. М. Бахтину в Саранске

## Память
- В Саранске в МОУ «Гимназия № 20» с 1995 года проводится Бахтинская научно-практическая конференция[25].
- В 1995 году в Орле в честь Бахтина названа одна из улиц.
- В Орле в 2005 году открылся музей М. М. Бахтина[26][27].
- 30 июня 2011 года решением Орловского городского совета народных депутатов Орловскому муниципальному драматическому театру «Русский стиль» было присвоено имя М. М. Бахтина[28].
- В ноябре 2015 года в Мордовском государственном университете начал работу Центр М. М. Бахтина, объединяющий мемориальную экспозицию, библиотеку и образовательное пространство[29]. В это же время на территории центрального кампуса Мордовского государственного университета имени Н. П. Огарёва открылся памятник М. М. Бахтину работы скульптора Н. М. Филатова: учёный изображён сидящим в кресле, на коленях — рукописи[30].
- В 2024 году имя М. М. Бахтина присвоено средней школе № 11 г. Витебска[31]. На здании школы размещён мурал, посвящённый М. М. Бахтину. Одна из экспозиций в школьном музее посвящена М. М. Бахтину.